# Tituly a vyznamenání Eduarda VII.
Eduard VII., král Spojeného království Velké Británie a Irska a britských dominií a císař Indie, obdržel během svého života řadu britských i zahraničních titulů a vyznamenání. Během své vlády v letech 1901 až 1910 byl také velmistrem britských řádů.

## Tituly
- 9. listopadu 1841 – 8. prosince 1841: Jeho královská Výsost vévoda z Cornwallu
- 8. prosince 1841 – 22. ledna 1901: Jeho královská Výsost princ z Walesu
- 22. ledna 1901 – 6. května 1910: Jeho Veličenstvo král

## Erb

Erb krále Eduarda VII.
Erb Spojeného království v letech 1837 až 1952
Erb Skotska v letech 1837 až 1952

## Vojenské hodnosti

### Čestné vojenské hodnosti
- čestný plukovník Gardehusarregimentet – Dánsko, 1870[1]
- polní maršál Německé armády – Německé císařství, 1883[2]
- čestný plukovník 27. (krále Eduarda) dragounský pluk z Kyjeva – 5. února 1901[3]
- admirál loďstva à la suite Císařského námořnictva – Německé císařství, 26. června 1902[2]
- čestný generál kapitán španělské armády[4]
- čestný admirál španělského námořnictva[4]
- čestný admirál švédského námořnictva – 1905[5]
- čestný generál švédské armády – 1906[6]

## Vyznamenání

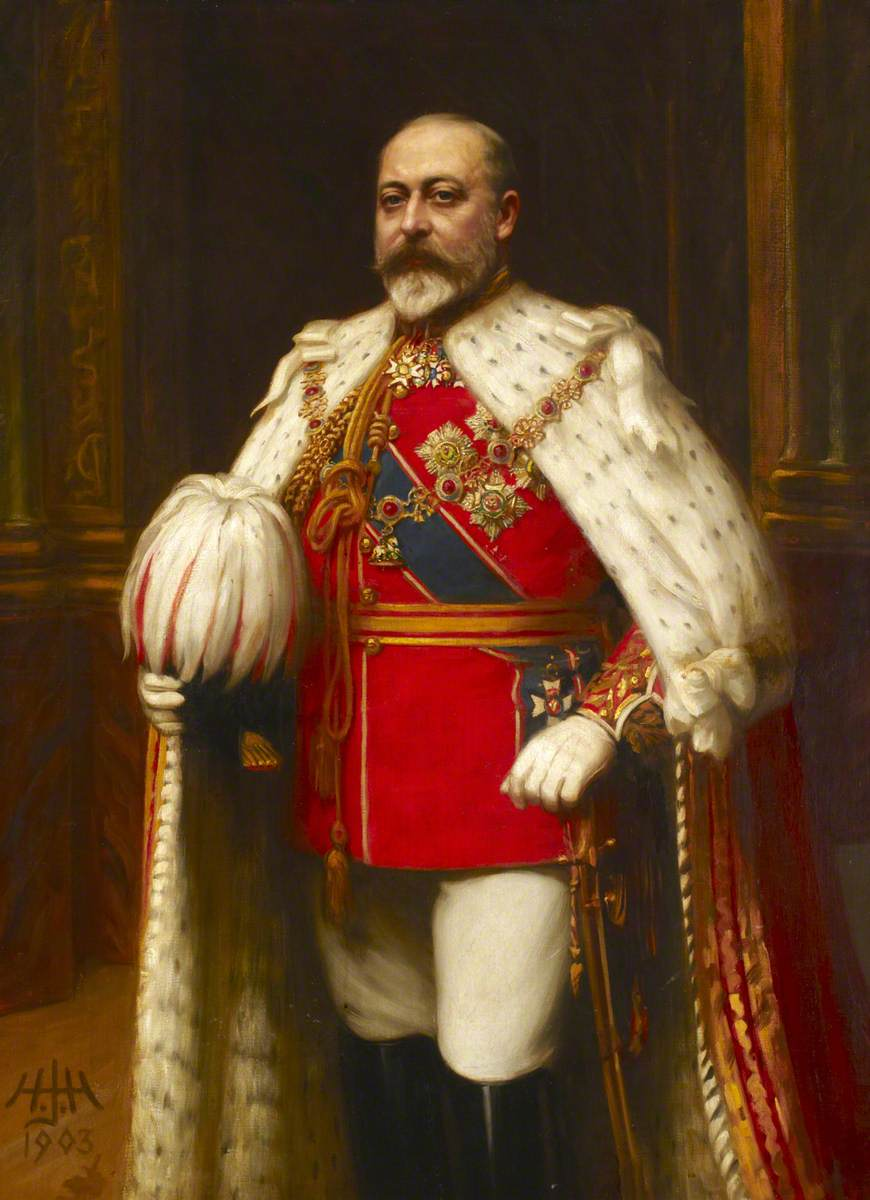
Portrét Eduarda VII. v uniformě zdobené britskými řády

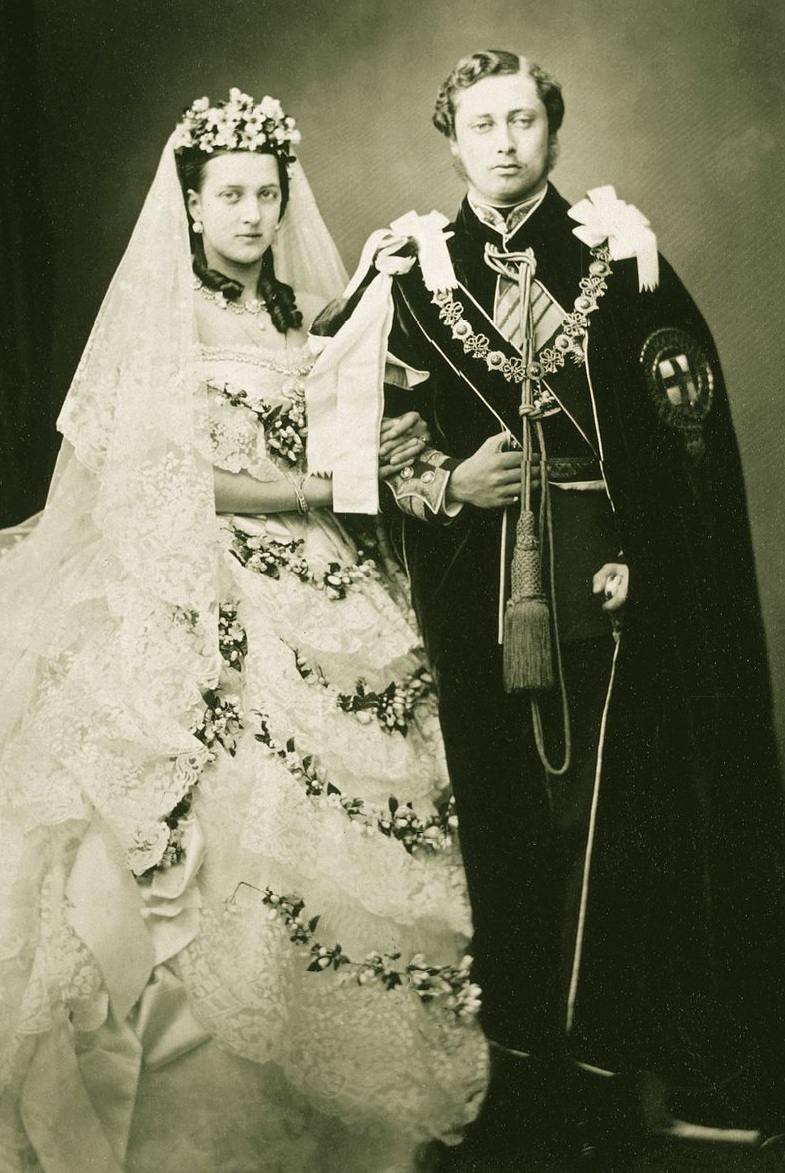
Svatební fotografie pozdějšího krále Eduarda VII. a princezny Alexandry Dánské. Eduard je zde oblečen do ceremoniální róby Podvazkového řádu.

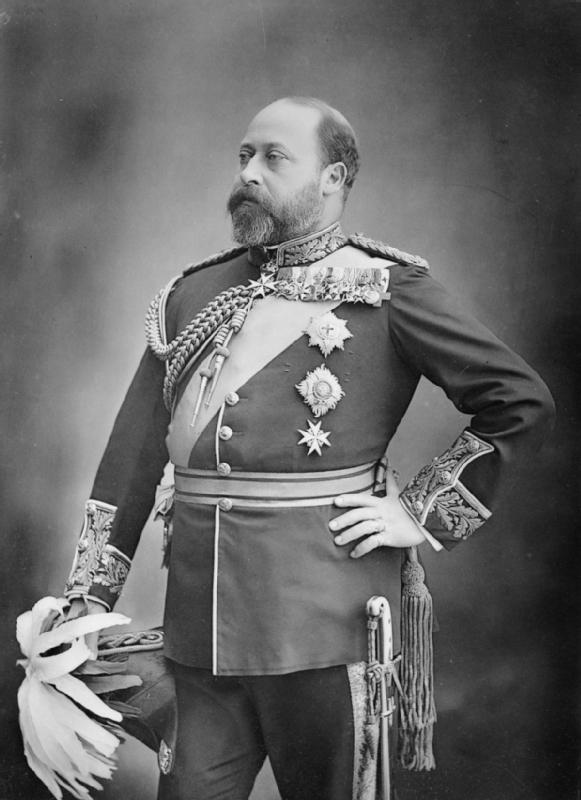
Eduard VII. v uniformě zdobené řadou vyznamenání

### Britská vyznamenání

#### Velmistr (1901–1910)
- velmistr a zakladatel Řádu za zásluhy[7]
- velmistr a zakladate Imperiálního řádu Za zásluhy[8]
- zakladatel Královského Viktoriina řetězu[9]

#### Řády
- rytíř Podvazkového řádu – 9. listopadu 1858[10]
- rytíř společník Řádu indické hvězdy – 25. června 1861[11]
- velkokomandér Řádu indické hvězdy – 24. května 1866[12]
- rytíř velkokříže Řádu lázně, vojenská divize – 10. února 1865[13]
- rytíř Řádu bodláku – 24. května 1867[14]
- rytíř Řádu svatého Patrika – 18. března 1868[15]
- rytíř spravedlnosti Nejctihodnějšího řádu sv. Jana Jeruzalémského – 1876[16]
- rytíř velkokříže Řádu svatého Michala a svatého Jiří – 31. května 1877[17]
- velkokomtur Řádu Indické říše – 21. června 1887[18]
- rytíř velkokříže Královského Viktoriina řádu – 6. května 1896[19]

#### Medaile
- Medaile zlatého výročí královny Viktorie – 21. června 1887
- Medaile diamantového výročí královny Viktorie – 1897

### Zahraniční vyznamenání
- Bádenské velkovévodství
  -  rytíř Domácího řádu věrnosti – 1861[20]
  -  velkokříž Řádu zähringenského lva – 1861[20]
- Bavorské království
  -  rytíř Řádu svatého Huberta – 19. března 1901[21]
- Brazilské císařství
  -  velkokříž Řádu Jižního kříže – 11. července 1871[21]
- Černohorské knížectví
  -  velkokříž Řádu knížete Danila I. – 1902[22]
- Dánsko
  -  rytíř Řádu slona – 16. listopadu 1863[23]
  -  Čestný kříž Řádu Dannebrog – 14. října 1864[23]
  - Pamětní medaile zlaté svatby krále Kristiána IX. a královny Luise – 1892[23]
  -  velkokomtur Řádu Dannebrog – září 1901[24]
- Ernestinská vévodství
  -  velkokříž Vévodského sasko-ernestinského domácího řádu – 1859[25]
- Etiopské císařství
  -  velkokříž Řádu Šalomounovy pečeti – 1874[26]
  -  velkokříž Řádu etiopské hvězdy – 9. října 1901[27]
- Francie
  -  velkokříž Řádu čestné legie – 15. března 1863[28]
- Hannoverské království
  -  velkokříž Řádu Guelfů – 1864[29]
  -  rytíř Řádu svatého Jiří – 1865[29]
- Havajské království
  -  velkokříž s řetězem Řádu Kalākaua – červenec 1881[30]
- Hesenské velkovévodství
  -  velkokříž Řádu Ludvíka – 8. října 1862[31]
  -  velkokříž Velkovévodského hesenského řádu za zásluhy – 18. února 1878[31]
- Japonsko
  -  velkostuha Řádu chryzantémy – 1886[32]
  -  velkostuha s řetězem Řádu chryzantémy – 13. června 1902[33]
- Meklenbursko
  -  velkokříž se zlatou korunou Domácího řádu vendické koruny – 1865[34]
- Nasavsko
  -  rytíř Nassavského domácího řádu zlatého lva – srpen 1865[35]
- Nizozemsko
  -  velkokříž Řádu nizozemského lva – 1849[32]
- Norsko
  -  velkokříž Řádu svatého Olafa – 3. října 1874[36]
  -  velkokříž s řetězem Řádu svatého Olafa – 1906[32]
- Osmanská říše
  -  Řád Osmanie I. třídy – 25. května 1862[37]
  - Hanedan-i-Ali-Osman – červen 1902[38]
- Portugalsko
  -  velkokříž Řádu věže a meče – 25. listopadu 1858
  -  velkokříž Stuhy tří řádů – 8. února 1901
- Prusko
  -  rytíř Řádu černé orlice s řetězem – 1869[39][40]
  -  velkokříž Řádu červené orlice – 17. ledna 1869[41]
  -  rytíř spravedlnosti Řádu johanitů – 1884[21]
- Rakousko-Uhersko
  -  velkokříž Královského uherského řádu svatého Štěpána – 13. června 1867[21]
- Rumunsko
  -  velkokříž Řádu rumunské hvězdy – 1882[32]
  -  velkokříž s řetězem Řádu Karla I. – 1906[42]
- Ruské impérium
  -  rytíř Řádu svatého Ondřeje – 1844[32]
  -  rytíř Řádu svatého Alexandra Něvského – 1844[32]
  -  rytíř Řádu bílého orla – 1844[32]
  -  rytíř I. třídy Řádu svaté Anny – 1844[32]
  -  Řád svatého Stanislava I. třídy – 1844[32]
  -  Řád svatého Vladimíra III. třídy – 1881[32]
- Řecko
  -  velkokříž Řádu Spasitele – 29. května 1862[43]
- San Marino
  -  velkokříž Rytířského řádu San Marina – srpen 1902[44]
- Sardinské království
  -  rytíř Řádu zvěstování – 20. února 1859[45]
- Saské království
  -  rytíř Řádu routové koruny – 1844[46]
- Sasko-výmarsko-eisenašské vévodství
  -  velkokříž Řádu bílého sokola – 17. dubna 1860[47]
- Rattanakosinské království
  -  rytíř Řádu Mahá Čakrí – 1880[32]
  -  velkokříž Řádu bílého slona – 1887[21]
- Španělsko
  -  rytíř Řádu zlatého rouna – 7. května 1852[48]
  -  velkokříž s řetězem Řádu Karla III. – 6. května 1876[49]
- Švédsko
  -  rytíř Řádu Serafínů – 27. září 1864[50]
  -  rytíř Řádu Karla XIII. – 21. prosince 1868[51]
  -  komtur velkokříže s řetězem Řádu Vasova – 26. dubna 1908[52]
- Württemberské království
  -  velkokříž Řádu württemberské koruny – 1883[53]